# 成清一臣
成清 一臣（なりきよ ひとみ、1950年2月2日 - ）は、日本の実業家。全国農業協同組合連合会代表理事理事長や、TPPを考える国民会議世話人、東京2020オリンピック・パラリンピック招致委員会評議会委員等を務めた。

## 人物・経歴
九州大学法学部卒業。1973年全国農業協同組合連合会入会。2000年全国農業協同組合連合会福岡支所畜産生産部長。2002年全国農業協同組合連合会総合企画部関連事業グループリーダー。同年全国農業協同組合連合会関連事業部次長。2003年全国農業協同組合連合会関連事業部長。2005年全国農業協同組合連合会常務理事。2007年全国農業協同組合連合会代表理事専務。
2011年から全国農業協同組合連合会代表理事理事長を務め、日本政府の方針に反し、農業協同組合法改正を受けた株式会社化の検討を行わないとの表明を行うなどし、小泉進次郎自由民主党政務調査会農林部会長らが求めていた農業競争力強化プログラムに沿った改革に対する具体策等の提示も行わないなど、先送り的対応を進めた。また、東京2020オリンピック・パラリンピック招致委員会評議会委員等も務めた。